# Parga coerulescens
Parga coerulescens är en insektsart som beskrevs av Sjöstedt 1931. Parga coerulescens ingår i släktet Parga och familjen gräshoppor. Inga underarter finns listade i Catalogue of Life.